# Nefud (pustinja)
Nefud ili Nafud ili Al-Nefud (arapski, صحراء النفود, ṣahrā 'al-nefud) - pustinja u sjevernom dijelu Arapskog poluotoka, koja zauzima veliku ovalnu depresiju.
Duga je 290 km i 225 km široka, s površinom od 103,600 km ².
Nefud je erg, poznat po naglim silovitim vjetrovima, koji čine velike dine u obliku polumjeseca. Pijesak je u Nefudu crvenkaste boje (boja cigle). Kiša pada samo jednom ili dvaput godišnje. U nekim nizinskim područjima u blizini planine Hejaz postoje oaze, gdje se uzgajaju: datulje, povrće, ječam i voće. Nefud je povezana s Rub' al Khali preko Dahna, koridora od šljunčanih ravnica i pješčanih dina.
U blizini pustinje odigrala se bitka kod Aqabe u kojoj je sudjelovao i Lawrence od Arabije.